# Адриан, Тамара
Тамара Адриан (исп. Tamara Adrián, род. 20 февраля 1954, Каракас, Венесуэла) — венесуэльский политик.

## Биография
В 2015 году избрана в Национальную ассамблею Венесуэлы на парламентских выборах в Венесуэле. Является первым трансгендерным человеком, ставшим депутатом Национальной ассамблеи Венесуэлы, и вторым транссексуальным членом национального законодательного собрания в Западном полушарии. Некоторое СМИ ранее приписывали ей статус первого трансгендерного члена законодательного собрания в Северной и Южной Америке, но позже это было исправлено в связи с избранием Мишель Берторы Суарес в Сенат Уругвая в 2014 году.
Она является членом партии Народная воля, одной из партий, выступающих против правительства Николаса Мадуро. Она приняла присягу в Национальной ассамблее Венесуэлы 14 января 2015 года. Во время своего пребывания на посту Адриан намерена содействовать надлежащему доступу к государственные реестры о личности, однополым бракам и правам человека.
До своего избрания в законодательное собрание Венесуэлы, Адриан работала юристом и ЛГБТ-активисткой, включая работу в совете ILGA и организационном комитете Международного дня борьбы с гомофобией. Она была вынуждена зарегистрировать свою кандидатуру под своим мужским именем, поскольку венесуэльский закон в настоящее время не разрешает трансгендерным лицам юридически менять свое имя.